# Kanton Commentry
Der Kanton Commentry ist ein französischer Wahlkreis im Département Allier in der Region Auvergne-Rhône-Alpes. Er umfasst 24 Gemeinden im Arrondissement Montluçon und hat sein bureau centralisateur in Commentry.

## Gemeinden
Der Kanton besteht aus 24 Gemeinden mit insgesamt 17.900 Einwohnern (Stand: 1. Januar 2022) auf einer Gesamtfläche von 474,01 km²:
| Gemeinde              | Einwohner 1. Januar 2022 | Fläche km² | Dichte Einw./km² | Code INSEE | Postleitzahl |
| --------------------- | ------------------------ | ---------- | ---------------- | ---------- | ------------ |
| Beaune-d’Allier       | 293                      | 24,20      | 12               | 03020      | 03390        |
| Bézenet               | 917                      | 9,94       | 92               | 03027      | 03170        |
| Blomard               | 229                      | 22,37      | 10               | 03032      | 03390        |
| Chamblet              | 1.079                    | 20,50      | 53               | 03052      | 03170        |
| Chappes               | 231                      | 18,60      | 12               | 03058      | 03390        |
| Chavenon              | 139                      | 17,47      | 8                | 03070      | 03440        |
| Colombier             | 328                      | 12,92      | 25               | 03081      | 03600        |
| Commentry             | 6.018                    | 20,96      | 287              | 03082      | 03600        |
| Deneuille-les-Mines   | 352                      | 24,88      | 14               | 03097      | 03170        |
| Doyet                 | 1.129                    | 27,58      | 41               | 03104      | 03170        |
| Hyds                  | 301                      | 18,71      | 16               | 03129      | 03600        |
| Louroux-de-Beaune     | 180                      | 10,66      | 17               | 03151      | 03600        |
| Malicorne             | 768                      | 11,84      | 65               | 03159      | 03600        |
| Montmarault           | 1.522                    | 9,00       | 169              | 03186      | 03390        |
| Montvicq              | 697                      | 10,02      | 70               | 03189      | 03170        |
| Murat                 | 267                      | 20,07      | 13               | 03191      | 03390        |
| Saint-Angel           | 753                      | 25,27      | 30               | 03217      | 03170        |
| Saint-Bonnet-de-Four  | 223                      | 18,73      | 12               | 03219      | 03390        |
| Saint-Marcel-en-Murat | 129                      | 16,82      | 8                | 03243      | 03390        |
| Saint-Priest-en-Murat | 213                      | 25,48      | 8                | 03256      | 03390        |
| Sazeret               | 140                      | 17,94      | 8                | 03270      | 03390        |
| Verneix               | 577                      | 30,87      | 19               | 03305      | 03190        |
| Vernusse              | 150                      | 19,55      | 8                | 03308      | 03390        |
| Villefranche-d’Allier | 1.265                    | 39,63      | 32               | 03315      | 03430        |
| Kanton Commentry      | 17.900                   | 474,01     | 38               | 0303       | –            |

## Geschichte
Der Kanton Commentry wurde ursprünglich im Jahr 1859 geschaffen. Die landesweite Neuordnung der französischen Kantone im Jahr 2015 brachte eine erhebliche Erweiterung von vier auf 24 Gemeinden. Die vier Gemeinden vor der Neuordnung waren Colombier, Commentry, Hyds und Malicorne mit einer Gesamtfläche von 64,43 km2. Der alte Kanton besaß vor 2015 den INSEE-Code 0305.

### Einwohnerentwicklung
| Jahr | Einwohner |
| ---- | --------- |
| 1962 | 10.966    |
| 1968 | 11.355    |
| 1975 | 11.269    |
| 1982 | 10.455    |
| 1990 | 9567      |
| 1999 | 8689      |
| 2006 | 8333      |
| 2011 | 8045      |

## Politik
| Vertreter im Départementsrat | Vertreter im Départementsrat        | Vertreter im Départementsrat |
| Amtszeit                     | Namen                               | Partei                       |
| ---------------------------- | ----------------------------------- | ---------------------------- |
| 2001–2015                    | Claude Riboulet                     | UDI                          |
| 2015–                        | Claude Riboulet Christiane Touzeaua | –                            |